# Marosdátos
Marosdátos (románul: Dătășeni) falu Romániában, Maros megyében.

## Története
Kutyfalva község része. A trianoni békeszerződésig Kolozs vármegye Tekei járásához tartozott.

## Népessége
2002-ben 427 lakosa volt, ebből 413 román, 12 cigány és 2 magyar nemzetiségű.

## Vallások
A falu lakói közül 405-en ortodox, 16-an görögkatolikus, 3-an református és 2-en pünkösdi hitűek.